# کانزاس (اوهایو)
کانزاس (به انگلیسی: Kansas) یک منطقهٔ مسکونی در ایالات متحده آمریکا است که در Liberty Township واقع شده‌است.